# Myotis blythii
El murciélago ratonero mediano (Myotis blythii) es una especie de quiróptero de la familia Vespertilionidae. 
Se confunde habitualmente con Myotis m. y con M. punicus, aunque es más esbelto y con un hocico más fino; la mancha blanca en el pelaje frontal también ayuda a diferenciarlo.

## Distribución
Habita desde Portugal en todas las penínsulas mediterráneas europeas. También en el sur y en el centro de Francia, en Suiza, en la cuenca del Danubio, en el sur de Ucrania, y, por oriente, hasta el norte de la India y hasta Manchuria.

### Península ibérica
La población ibérica se estima en unos 20.000 ejemplares. La población en Andalucía es de unos 5.680 ejemplares, más del 40 % de la población peninsular. La especie presenta una tendencia poblacional regresiva en Andalucía.

## Hábitat
Es una especie típica de estepas y praderas que se ha extendido usando los prados de siega y los pastizales artificiales. Utiliza como refugios cavidades subterráneas y en menor medida desvanes de edificios, aljibes y búnkeres.
En época de cría forman grandes colonias, que se disgregan a finales de agosto, siendo similar a las costumbres de M. myotis.
Se alimenta de ortópteros, posados en los tallos altos, también sobre los árboles y en las hojas de estos.

## Amenazas
Especialmente las derivadas de la destrucción o molestias en refugios, ya sea por intrusión de personas o restauración de edificios; al criar en grandes colonias la mortalidad, por mala gestión de accesos a sus refugios, sobre todo de cría, es habitualmente muy elevada.